# Coprosma linariifolia
Coprosma linariifolia là một loài thực vật có hoa trong họ Thiến thảo. Loài này được (Hook.f.) Hook.f. mô tả khoa học đầu tiên năm 1864.